# NGC 1277
NGC 1277 es una galaxia lenticular localizada en la constelación de Perseo. Está situada a aproximadamente 220 millones de años luz de distancia de la Vía Láctea, y es conocida por contener un agujero negro supermasivo.
NGC 1277 fue dada a conocer inicialmente después de las observaciones realizadas en Irlanda por parte de Lawrence Parsons el 4 de diciembre de 1875.  El 28 de noviembre de 2012 varios astrónomos relacionados con el Instituto de Astronomía Max Planck de Alemania, que utilizaron el Telescopio Hobby-Eberly en el Observatorio McDonald en Texas, informaron el descubrimiento de un agujero negro supermasivo en el centro de la galaxia espiral. Estas proporciones no están completamente de acuerdo con los modelos existentes de evolución galáctica, e indican la posible existencia de un modelo alternativo que pueda incluir agujeros negros de masa mayor que los observados previamente.
En 2013 investigadores españoles del Instituto de Astrofísica de Canarias descubrieron que la galaxia NGC 1277 mantiene todavía las características que eran comunes en el Universo primitivo, a una edad de aproximadamente 2.000 millones de años. Se especula que quedó aislada de su entorno, sin contacto con fuentes de gas o estrellas adicionales que la alterasen. Las observaciones se llevaron a cabo con el telescopio espacial Hubble y el William Herschel, perteneciente al Observatorio del Roque de los Muchachos en la isla de La Palma.

## Agujero negro supermasivo
Los estudios iniciales de NGC 1277 detectaron la posible presencia de un agujero negro supermasivo en el centro de esta galaxia.
Las observaciones realizadas con el Telescopio Hobby-Eberly, en el Observatorio McDonald de Texas, sugirieron la presencia de un agujero negro con una masa de aproximadamente (17.000 millones de masas solares), equivalente al 14% de la masa estelar total de la galaxia debido a los movimientos de las estrellas cerca del centro de la galaxia. Esto hace que el agujero negro en NGC 1277 sea uno de los más grandes conocidos, en relación con la masa de su galaxia de acogida.